# At-Tulaji
At-Tulaji (arab. الطليعي) – miejscowość w Syrii, w muhafazie Tartus. W 2004 roku liczyła 2123 mieszkańców.